# Руски Уметнички експеримент
„Руски Уметнички експеримент” је југословенски ТВ филм из 1982. године који су режирали Бранимир Димитријевић и Борис Миљковић.

## Радња
Догађај из совјетске авангарде двадесетих година прошлога века је узет као базична нит овог филма. Музичка позадина састављена је од руских револуционарних хорова, модерног џеза и рок музике.
Филм је низ слободно интерпретираних епизода из приватних и уметничких живота икона руске авангардне уметности као што су Казимир Маљевич, Владимир Татлин, Сергеј Дјагиљев и други. Комбинујућу ауторску оригиналност, авангардне утицаје и провокативне звуке „новог таласа“, модерног џеза и руских револуционарних хорова, лица и догађаји не ређају се фактографски и хронолошки, али су присутни у искуству аутора. Визуелно, филм је размишљање аутора о авангардној уметности 1920-тих година и о модерној видео-уметности савременог доба.

## Улоге
| Глумац           | Улога    |
| ---------------- | -------- |
| Тихомир Арсић    |          |
| Светислав Гонцић | Дјагиљев |
| Лепомир Ивковић  |          |
| Борис Комненић   |          |
| Небојша Крстић   |          |
| Жарко Лаушевић   | Тјомкин  |
| Ненад Ненадовић  |          |
| Енвер Петровци   |          |
| Жарко Радић      |          |
| Маја Сабљић      | Олга     |
| Љубивоје Тадић   |          |
| Бранко Видаковић |          |